# Olof Elias Burman
Olof Elias Burman, född 25 december 1785 i Nederkalix socken, död 21 juni 1849 i Ragunda socken, var en svensk präst.
Burman var son till prosten Erik Burman, som var kyrkoherde i Karl Gustav i Tornedalen, och Sofia Margareta Örnberg. Våren 1806 blev han student vid Uppsala universitet, där han disputerade pro exercitio 1809. Burman prästvigdes 1810 och förordnades till pastorsadjunkt till Johan Wijkström i Övertorneå församling, varefter han blev adjunkt i Skellefteå församling 1811 men återkom till Övertorneå församling 1814. I juni 1819 blev Burman komminister i Överkalix församling och blev därefter kyrkoherde i Degerfors församling i Västerbotten med tillträde 1 maj 1826. Han utnämndes till kyrkoherde i Ragunda församling, där han tillträdde 1 maj 1840. I oktober samma år blev han honorärprost. 
Burman ansågs ha utomordentliga kirurgiska anlag och var eftersökt som ett slags läkare i sina församlingar. I Degerfors prästgård inredde han ett litet laboratorium, där han tillredde medikamenter.
Burman gifte sig 1814 med Anna Helena Furtenbach, som var dotter till lagmannen Carl Fredrik Furtenbach och avled 1873 i Sundsvall. Bland makarnas många barn märks Georg Fredrik Burman.